# Eusterinx tartarea
Eusterinx tartarea là một loài tò vò trong họ Ichneumonidae.